# Legio X Gemina
A Legio X Gemina (legio decima Gemina, 10. ikerlégió; korábban Legio X Equestris) egy római légió volt, amelyet Caesar alapított. Részt vett a galliai háborúban és kiérdemelte az Equestris (lovas) melléknevet. A polgárháborúk után fellázadt Augustus ellen, ezért büntetésül átnevezték Geminára. Hispaniában, Germania Inferior provinciában, majd a pannoniai Vindobonában állomásozott. Jelvénye a bika volt.

## Története

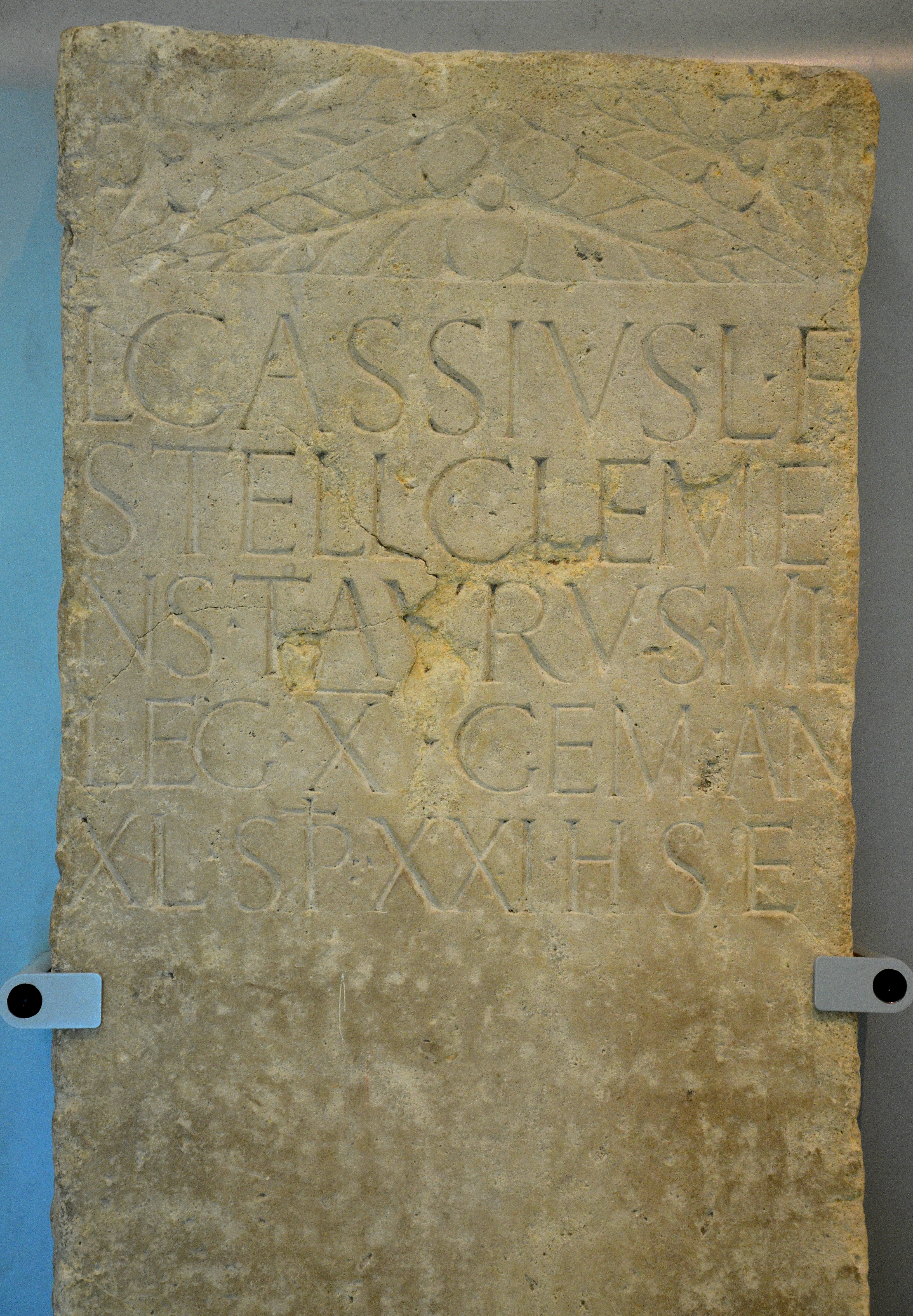
Lucius Cassius, a Legio X Gemina katonájának síremléke (Nijmegen)

Az egységet Julius Caesar alapította i. e. 61-ben, amikor Hispania Ulterior kormányzójaként hadjáratot indított a provincia északnyugati határain élő törzsek ellen. I. e. 58-ban a három másik hispániai légiójával együtt a 10. légiót is magával vitte Galliába, ahol annak hamarosan bizonyítania kellett a helvétek ellen, először az arari, majd a bibractei csatában. Amikor a Galliába betörő Ariovistus, a germán szvébek királya tárgyalásokat ajánlott, azt a feltételt szabta, hogy mindkét fél csak lovas kíséretet hozhat (ugyanis Caesar lovassága javarészt gallokból állt, akikben nem bízott). Caesar azonban a 10. légió katonáit ültette lovakra és vitte magával; ettől kezdve a légiót Equestris (lovas) melléknévvel illették. I. e. 57-ben a szabiszi csatát a balszárnyra osztott 10. légió fordította meg, miután legyőzve saját ellenfeleit, hátbatámadta a centrumot erősen szorongató nerviusokat. I. e. 55-ben Caesar a 10. és a 7. légióval próbálta először meghódítani Britanniát. A partraszálláskor a katonák vonakodtak a vízbe ugrani, mert a parton a briton harcosok várták őket; végül a X. légió hadijelvényhordozója volt az első, aki megindította a támadást. 
A Pompeius elleni polgárháború során a Legio X Equestris harcolt Hispániában az ilerdai csatában (i. e. 49), majd a következő évben az elvesztett dyrrachioni csatát követően kérte a megtizedelését (Caesar parancsára visszavonultak és ez váltotta ki az egész sereg menekülését), de Caesar csak a hadijelvényhordozót váltotta le. Ott volt a pharsalusi csatában (i. e. 48. augusztus 9.) és bár ezután a veteránokat visszaküldték Itáliába, hogy leszereljék őket, a katonák részt vettek Caesar i. e. 46-os afrikai hadjáratában is. Végezetül harcoltak a hispániai mundai csatában, i. e. 45-ben; ezt követően a veteránoknak Galliában osztottak földet.
Caesar meggyilkolását követően ismét polgárháború tört ki és a második triumvirátus tagja, Lepidus i. e. 44/43 telén újraszervezte a 10. légiót. Az egység harcolt a Caesar gyilkosaival vívott philippi csatában (i. e. 42) és Marcus Antonius balvégzetű pártus hadjáratában (i. e. 36-34), majd az újabb polgárháborúban Octavianus ellen a vereséggel végződő actiumi hadjáratban. Marcus Antonius halála után a légió elismerte Octavianust a birodalom uralkodójának, de nem sokkal később fellázadt. Büntetésül elvesztette korábbi melléknevét és átnevezték Legio X Geminára (10. ikerlégió), állományát pedig nagyrészt lecserélték.  
Az egységet Hispania Terraconensis provinciában, Petavoniumban állomásoztatták. Itt részt vett a cantabrusok elleni, több mint egy évtizedig húzódó és számos légiót lekötő háborúban. A Legio X Gemina közel egy évszázadig maradt Hispaniában, majd i. sz. 63 körül a pannoniai Carnuntumba küldték, ahonnan a XV Apollinarist éppen áthelyezték keletre, Corbulo pártus háborújához.    
Galba császár rövid uralkodása alatt (68-69) visszaküldték őket Hispaniába, helyüket az újonnan létrehozott Legio VII Galbiana vette át. Néhány hónappal később, Vespasianus hatalomra jutása után, azonban északra helyezték át a légiót ahol a batavusok lázadása miatt válsághelyzet lépett fel. A légiót arenacumi téli szállásán meg is támadták, de sikerült visszaverniük az ellenséget. A felkelés leverése után az Oppidum Batavorum (később Noviomagus, ma Nijmegen) erődben helyezték el őket, ahol a batavusokat kellett féken tartaniuk. 
89-ben Germania Superior kormányzója, Lucius Antonius Saturninus fellázadt Domitianus császár ellen. A Germania Inferior provinciában állomásozó légiók (I Minervia, VI Victrix, X Gemina, XXII Primigenia) sietve délre vonultak és hamar elfojtották a felkelést. Valamennyi egység megkapta a "Pia Fidelis Domitiana" ("hűséges és lojális Domitianushoz") címet. A császár 96-os meggyilkolását követően csak a cím első két szavát használták.

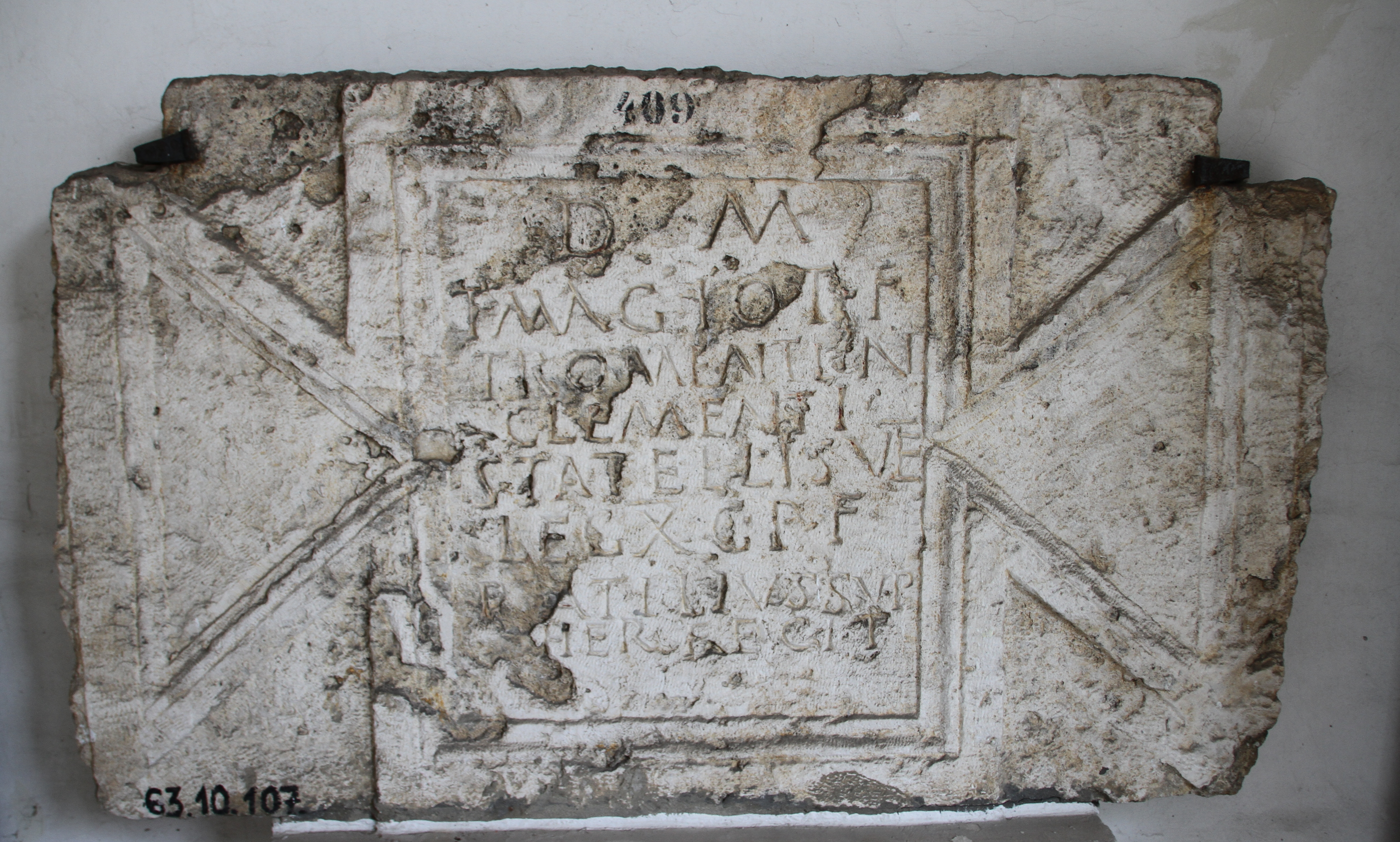
Titus Magius Clemens, a 10. légió veteránjának síremléke Aquincumból

Domitianust egy öreg szenátor, Nerva követte, aki Germania Inferior kormányzóját, Traianust nevezte meg örököseként, majd hamarosan meg is halt. Traianus ekkor a mai Kölnben tartózkodott, de nem sietett vissza Rómába. Ellenőrizte és megerősítette a limest az Rajna alsó szakaszánál. A 10. légió ekkor több erődöt is épített (pl. a mai Dormagen és Leiden-Roomburg helyén) és gátat emeltek a folyó mentén. Traianus átnevezett néhány germániai várost is, ekkor kapta nevét Colonia Ulpia Traiana (ma Xanten) és Ulpia Noviomagus (ma Nijmegen).
Traianus dák háborúinak idején a X Geminát előbb a pannoniai Aquincumba (103-ban), majd röviddel később Vindobonába (114?) vezényelték át.
Hadrianus alatt a légió egy alegységét Júdeába dobták át, ahol Simon bar Kochba vezetésével fellázadtak a zsidók (132-136). Antoninus Pius idején (138-161) Mauretaniába, 162-ben Lucius Verus pártus háborújához vezényeltek át alegységeket. Marcus Aurelius uralkodásakor a dunai limest védő X Gemina a germán kvádok ellen harcolt. Maga a császár is Vindobonában halt meg 180-ban. 
Publius Helvius Pertinax 193-as meggyilkolása után polgárháború kezdődött, melyben a légió Pannonia Superior kormányzóját, Lucius Septimius Severust támogatta. Egy alegységét keletre küldték, ahol a rivális Pescennius Niger ellen léptek fel. Severus az egység néhány katonáját áthelyezte a császári testőrségbe. 
A harmadik században a légió olyan melléknevet kapott, melyek szerint a különböző konfliktusokban hű maradt Caracalla vagy Heliogabalus (211-217 vagy 218-222; Antoniniana), III. Gordianus (238-244; Gordiana), Decius (249-251; Deciana), Florianus (276; Floriana) és Carinus (283-285; Cariniana) császárokhoz. Caracalla, Decius és Carinus a germánok, Gordianus a szászánidák ellen vívott háborúkat. Nem tudjuk, hogy Florianus, aki 88 napig uralkodott és soha nem hagyta el Kis-Ázsiát, miért adományozott tiszteletbeli címet egy Duna-menti légiónak.
235-238-ban a közeli egységekhez hasonlóan a X Gemina is feltehetőleg részt vett Maximinus császár daciai és dél-germániai háborúiban (Maximiniana melléknevet viszont nem kapott). Gallienus (260-268) és a gall Postumus császár konfliktusában a légió ez előbbi pártjára állt, amiért a Pia VI Fidelis VI ("hatszorosan hűséges és lojális") címben részesült (a szám alapján valószínűleg Domitianus óta még négyszer részesült ebben a kitüntetésben, de ezek részletei nem ismertek). 
A Legio X Gemina az 5. század elején még Vindobonában tartózkodott, de ezt követően nincsen több információnk róla. 